# Milionia cyaneifera
Milionia cyaneifera är en fjärilsart som beskrevs av Walker 1864. Milionia cyaneifera ingår i släktet Milionia och familjen mätare. Inga underarter finns listade i Catalogue of Life.